# Divadlo NaHraně
Divadlo NaHraně je divadelní spolek založený čerstvými absolventy a studenty pražské DAMU.
Jako své první inscenace uvedlo divadlo parodii Pravý inspektor Hound britského dramatika Toma Stopparda a nejznámější hru dalšího britského autora Joea Penhalla Slyšet hlasy. Ta byla do té doby v Česku představena jen jako scénické čtení v pražském Divadle Kolowrat a v podání Divadla NaHraně se tak dočkala domácí premiéry v plném scénickém provedení. Obě inscenace jsou dosud uváděny v Eliadově knihovně Divadla Na zábradlí v Praze. V pořadí třetí inscenací Divadla NaHraně je apokryfní komedie Patricka Barlowa Mesiáš, která si odbyla českou premiéru 21. prosince 2009 v Divadle Čertovka, kde je stále k vidění[kdy?].

## Inscenace

### Slyšet hlasy
- Premiéra: 27. února 2009, U332 na DAMU
- Režie: Jaroslava Šiktancová
- Překlad: Jan Hančil
- Produkce: Lukáš Grüner

### osoby a obsazení
- Ray - Martin Severýn
- Pete - Pavel Kryl
- Laura - Klára Brtníková
- Dave - Miloslav Tichý / Václav Liška
- Ives - Ondřej Novák

### Pravý Inspektor Hound
Tom Stoppard
- Premiéra: 18. 1. 2009, Studio Řetízek
- Překlad: Dana Hábová
- Režie: Šimon Dominik
- Dramaturgie: Milan Šotek
- Scéna: Karel Čapek
- Kostýmy: Zuzana Mazáčová
- Produkce: Nora Nesvadbová; Kateřina Hůlková

#### Osoby a obsazení
- Moon - Ondřej Novák
- Birdboot - Pavel Kryl
- Paní Drudgeová - Lucie Polišenská
- Simon Gascoyne - Ondřej Černý
- Felicity Cunninghamová - Klára Brtníková
- Cynthie Muldoonová - Týna Průchová
- Magnus Muldoon - Martin Severýn
- Inspektor Hound - Šárka Opršálová

### Mesiáš
Patrick Barlow
"Hra z repertoáru legendárního britského National Theatre of Brent - Národního divadla v Brentu - založeného v roce 1979, poněkud cimrmanovského souboru sestávajícího ze dvou mužských členů (jedním z nich je autor v roli principála Desmonda Oliviera Dinglea) a specializujícího se na modernizované apokryfní verze mytických příběhů a historických událostí. Mesiáš je takovou rekonstrukcí historie Ježíšova narození, vánočního příběhu s oblíbenými postavami Josefa, Marie, archanděla Gabriela, krále Heroda, samého Boha a dalších. Oba herci tu musí zvládnout portréty biblických postav (Marie je na začátku příběhu například frustrovanou ženou v domácnosti.), což je též ponouká k neustálým diskusím o herecké technice, jakou příslušné novozákonní pasáže pojednat, i filozofickým i pseudofilozofickým úvahám. Britský humor ani aktuální paralely však kupodivu vánočnímu mystériu neubírají na působivosti." (oficiální anotace agentury Aura-Pont, Aura-Pont)
- Premiéra: 21. 12. 2009, Divadlo Čertovka
- Překlad: Pavel Dominik
- Režie: Šimon Dominik
- Scéna: Karel Čapek
- Kostýmy: Zuzana Mazáčová
- Produkce: Kateřina Hůlková, Lukáš Grüner

#### Osoby a obsazení
- Norbert - Ondřej Novák
- Robert - Pavel Kryl
- Slečna Tichá - Lucie Prokopová

- na klavír doprovází Silvie Náhlá

## Zakládající členové divadla
- Šimon Dominik
- Karel Čapek
- Pavel Kryl
- Ondřej Novák
- Martin Severýn